# Beatrice Gründler
Beatrice Gründler (auch Beatrice Gruendler; * 24. August 1964 in Offenburg) ist eine deutsche Arabistin und Professorin für Arabistik an der Freien Universität Berlin. Ihre Forschungsschwerpunkte sind die arabische Schrift- und Buchkultur, die klassische arabische Literatur und ihre sozialgeschichtlichen Kontexte sowie die Rolle der arabischen Literatur als Bindeglied zwischen Asien und Europa. Ihre Arbeiten zeichnen sich durch eine Kombination von Methodik, Analytik und philologischer Kompetenz aus.

## Biografie
Nach ihren Studien als Stipendiatin der Studienstiftung des deutschen Volkes an den Universitäten Straßburg, Tübingen und Harvard, wo sie 1995 mit Auszeichnung promoviert wurde, lehrte Gründler zunächst an der Yale University. Im akademischen Jahr 2010/2011 verfolgte Gründler als Fellow am Wissenschaftskolleg zu Berlin das Projekt „Das Kommunikationszeitalter des Islam“. 2014 kehrte sie permanent nach Deutschland zurück, wo sie seitdem an der Freien Universität Berlin forscht und lehrt.
Gründler verfügt über weitreichende Erfahrung in der interdisziplinären und internationalen Zusammenarbeit. In diesem Zusammenhang war sie 2010–11 Fellow am Wissenschaftskolleg zu Berlin und 2016–17 Präsidentin der American Oriental Society. An der Freien Universität Berlin ist sie Mitglied des Exzellenzrats und Vorstandsmitglied des Dahlem Humanities Center und Mitglied des Expertenkreises im Verbund der Berliner Universitäten. Sie ist Principal Investigator der Friedrich-Schlegel-Graduiertenschule für literaturwissenschaftliche Studien und der Berlin Graduate School Muslim Cultures and Societies. Dort leitet sie gemeinsam mit Dimitri Gutas, Professor für Graeco-Arabische Studien an der Yale University und Einstein Visiting Fellow, ein von der Einstein Stiftung Berlin gefördertes Projekt einer multisprachlichen Edition der Poetik des Aristoteles einschließlich der Erforschung des kulturellen Kontexts der arabischen, hebräischen, syrischen und lateinischen Übersetzungen.
Sie erhielt renommierte Wissenschaftspreise wie im Jahr 2017 den Gottfried-Wilhelm-Leibniz-Preis der Deutschen Forschungsgemeinschaft und im selben Jahr einen Advanced Grant (für das Jahr 2016) des Europäischen Forschungsrats (ERC).
Seit 2015 untersucht sie die Text‑, Entstehungs- und Wirkungsgeschichte der Fabelsammlung Kalīla wa Dimna, die aus Indien über die arabische Welt nach Europa kam. In der Übersetzung von Ibn al-Muqaffa' ist dies eine der frühesten arabischen Prosaschriften und zentraler Text der arabischen Weisheitsliteratur aus dem 8. Jh. n. Chr., der vom Mittelalter bis zum 19. Jh. in ca. vierzig Sprachen in Europa und Asien übersetzt wurde und die europäische Literatur entscheidend beeinflusst hat. In einem Pilotprojekt im Rahmen eines E-Learning/E-Research-Vorhabens erstellte sie die Grundlagen für eine kritische digitale Edition dieses Fürstenspiegels. In dem darauf aufbauenden ERC-Projekt erforscht sie die Verbreitung und Wandlung des Werkes im Arabischen und in der Weltliteratur.

## Wissenschaftliche Schwerpunkte
Gründlers Forschungsgebiete sind die klassische arabische Literatur in ihrem sozialen Umfeld, die Rolle der arabischen Literatur als Kreuzungspunkt der Weltliteratur, die Anwendung der Literaturtheorie auf nahöstliche Literaturen, arabische Sprachgeschichte, die Geschichte des arabischen Buchs und die arabische Paläografie. Sie versteht dadurch das Arabische als kosmopolitische Sprache. Das Online-Magazin „campus.leben“ der Freien Universität Berlin zitierte sie hierzu wie folgt:

„Das Arabische war in der Vormoderne – also vom siebten bis zum 19. Jahrhundert – eine Gelehrtensprache, in der viele schrieben, deren Muttersprache nicht Arabisch war: Perser, Juden, Byzantiner, Berber, Goten und andere. Das Arabische vereinte also die Stimmen vieler Menschen unterschiedlicher ethnischer und religiöser Herkunft. Sie alle gehörten zu einer arabisch-islamischen Kulturgemeinschaft.“

In der Begründung für die Verleihung des Leibniz-Preises 2017 heißt es:

„Für ihre Studien zur Vielstimmigkeit der arabischen Poesie und Kultur erhält Beatrice Gründler den Leibniz-Preis. Bereits zu einem frühen Zeitpunkt ihrer wissenschaftlichen Laufbahn wendete sie sich dem Medium der Schrift in ihrer grundlegenden Bedeutung für die arabischen Traditionen zu, so in ihrem Buch „The Development of the Arabic Script“ (1993). Schließlich entwickelte sie anhand ihrer Forschungen eine komplexe Mediengeschichte der arabischen Welt, die von der Einführung des Papiers bis zum Buchdruck und darüber hinaus reicht – Gründler selbst spricht in diesem Zusammenhang von einer „Arabic book revolution“. Mit ihrem seit 2015 durchgeführten Pilotprojekt einer digitalen kritischen und kommentierten Edition des „Kalila wa-Dimna“ erschloss Gründler Text-, Entstehungs- und Wirkungsgeschichte jener Fabelsammlung, die als eine der frühesten arabischen Prosaschriften und als zentraler Text der arabischen Weisheitsliteratur gilt. Die Begegnungen arabischer und europäischer Wissenstraditionen, die Gründler in ihren Arbeiten erforscht, praktiziert sie in der Weise ihres Arbeitens auf vorbildliche Weise selbst – auch deshalb sind ihre Forschungsarbeiten so wichtig.“

## Veröffentlichungen (Auswahl)

### Als Autorin
- The Life and Times of Abū Tammām by Abū Bakr Muḥammad ibn Yaḥyā al-Ṣūlī preceded by al-Ṣūlī’s Epistle to Abū l-Layth Muzāḥim ibn Fātik, edition and translation, Library of Arabic Literature. New York and London: New York Press, 2015, ISBN 978-0-8147-6040-6
- Book Culture before Print: The Early History of Arabic Media. The American University of Beirut, The Margaret Weyerhaeuser Jewett Chair of Arabic. Occasional Papers, 2012.
- Medieval Arabic Praise Poetry: Ibn al-Rūmī and the Patron’s Redemption. London: RoutledgeCurzon 2003. Taschenbuchausgabe, London: Routledge, 2010, ISBN 978-0-415-59579-7
- The Development of the Arabic Scripts: From the Nabatean Era to the First Islamic Century. Harvard Semitic Studies 43, Atlanta: Scholars Press, 1993, ISBN 1-55540-710-2

### Als Herausgeberin
- (mit James E. Montgomery) Ibn al-Muqaffaʿ. Fables of Virtue and Vice. New York University Press 2022, ISBN 978-1-4798-0653-9.
- Classical Arabic Humanities in Their Own Terms: Festschrift for Wolfhart Heinrichs on his 65th Birthday Presented by His Students and Colleagues. Leiden: Brill, 2007.
- (mit Louise Marlow) Writers and Rulers: Perspectives from Abbasid to Safavid Times. Literaturen im Kontext: Arabisch – Persisch – Türkisch, Bd. 16. Wiesbaden: Reichert, 2004.
- (mit Verena Klemm) Understanding Near Eastern Literatures: A Spectrum of Interdisciplinary Approaches. Literaturen im Kontext: Arabisch – Persisch – Türkisch, Bd. 1. Wiesbaden: Reichert, 2000.

Siehe auch vollständige Publikationsliste unter folgendem Link.